# Tetragnatha hawaiensis
Tetragnatha hawaiensis är en spindelart som beskrevs av Simon 1900. Tetragnatha hawaiensis ingår i släktet sträckkäkspindlar, och familjen käkspindlar. Inga underarter finns listade i Catalogue of Life.